# Barry Commoner
Barry Commoner (Nova York, 28 de Maio de 1917 - Nova York, 30 de Setembro de 2012) foi um biólogo, professor universitário e ecossocialista norte-americano. Candidatou-se às eleições para Presidente dos Estados Unidos, nas eleições de 1980, pelo Citizens Party.
Commoner nasceu em Brooklyn. Bacharelou-se pela Universidade de Columbia em 1937 e tirou o mestrado e doutoramento pela Universidade de Harvard, em 1938 e 1941 respectivamente. Após ter servido como tenente na Marinha dos Estados Unidos, durante a Segunda Guerra Mundial, Commoner mudou-se para St. Louis, tornando-se professor de fisiologia vegetal na Universidade de Washington, onde trabalhou durante 34 anos.

## Obras
- Science and Survival. New York : Viking, 1966.
- The Closing Circle: Nature, Man, and Technology. New York : Knopf, 1971.
- The Poverty of Power: Energy and the Economic Crisis. New York : Random House, 1976.
- The Politics of Energy. New York : Knopf, 1979.
- Making Peace with the Planet. New York : Pantheon, 1990.